# Kåtatjärnen (Arjeplogs socken, Lappland)
Kåtatjärnen är en sjö i Arjeplogs kommun i Lappland och ingår i Piteälvens huvudavrinningsområde. Sjön har en area på 0,0372 kvadratkilometer och ligger 422 meter över havet. Kåtatjärnen ligger i Piteälven Natura 2000-område.

## Delavrinningsområde
Kåtatjärnen ingår i det delavrinningsområde (735873-162186) som SMHI kallar för Utloppet av Gittunjaure. Medelhöjden är 468 meter över havet och ytan är 18,32 kvadratkilometer. Det finns inga avrinningsområden uppströms utan avrinningsområdet är högsta punkten. Vattendraget som avvattnar avrinningsområdet har biflödesordning 3, vilket innebär att vattnet flödar genom totalt 3 vattendrag innan det når havet efter 196 kilometer. Avrinningsområdet består mestadels av skog (82 procent). Avrinningsområdet har 1,89 kvadratkilometer vattenytor vilket ger det en sjöprocent på 10,3 procent.